# Berg ten Houte
Le Berg ten Houte est une côte pavée de la commune belge de Markedal (province de Flandre-Orientale) surtout connue pour son ascension lors du Tour des Flandres. Elle se situe sur la section d'Escornaix (en néerlandais : Schorisse).

## Situation
La côte débute dans la vallée du ruisseau Pauwelsbeek (sur la Tenhoutestraat) pour se diriger vers le sud-est. Le sommet est situé (rue) Ten Houte, à la limite des communes de Markedal et de Renaix.
Coordonnées du pied de la côte : 50° 47′ 02″ N, 3° 39′ 22″ E
Coordonnées du sommet de la côte : 50° 46′ 35″ N, 3° 39′ 48″ E

## Historique
Le Berg ten Houte est l'une des plus anciennes routes en pierre des Ardennes flamandes. Datant de l'époque romaine, elle servait de lien entre l'actuelle Wallonie et la vallée de l'Escaut, au nord de Markedal. 
La commune de Markedal décide en 2018 de faire (re)paver une section d'environ 300 mètres de la côte située en sa première partie qui est la plus pentue.

## Cyclisme
Il s'agit d'une côte de 1 100 mètres de longueur totale avec une section pavée d'environ 300 m et un pourcentage moyen de 6 % dont un passage à 21 %. Le pied de la côte est à une altitude de 48 m et le sommet à 117 m soit une déclivité de 69 m.
En 2024, le Berg ten Houte est au programme du Tour des Flandres pour la treizième fois (1982-1990, 2021-2024). Au cours de la période 1982-1990, la côte a été continuellement gravie entre le Tuizenberg et le Kouterberg, suivi par l'Eikenberg. En 2024, le Berg ten Houte est la 8e des 17 côtes du Ronde entre le Valkenberg et Hotond et se situe à 73,7 km de l'arrivée à Audenarde.
Le Berg ten Houte a également été au programme du Grand Prix de l'E3, la dernière fois en 2013. À partir de 2019, la côte désormais pavée est incluse dans le parcours d'À travers les Flandres.
En 2023, le long de côte, un banc a été décoré de l'inscription : « Sit and have a rest on my favourite climb » (« Asseyez-vous et reposez-vous sur mon ascension préférée ») en l'honneur du coureur australien Allan Peiper, qui vit à Markedal.

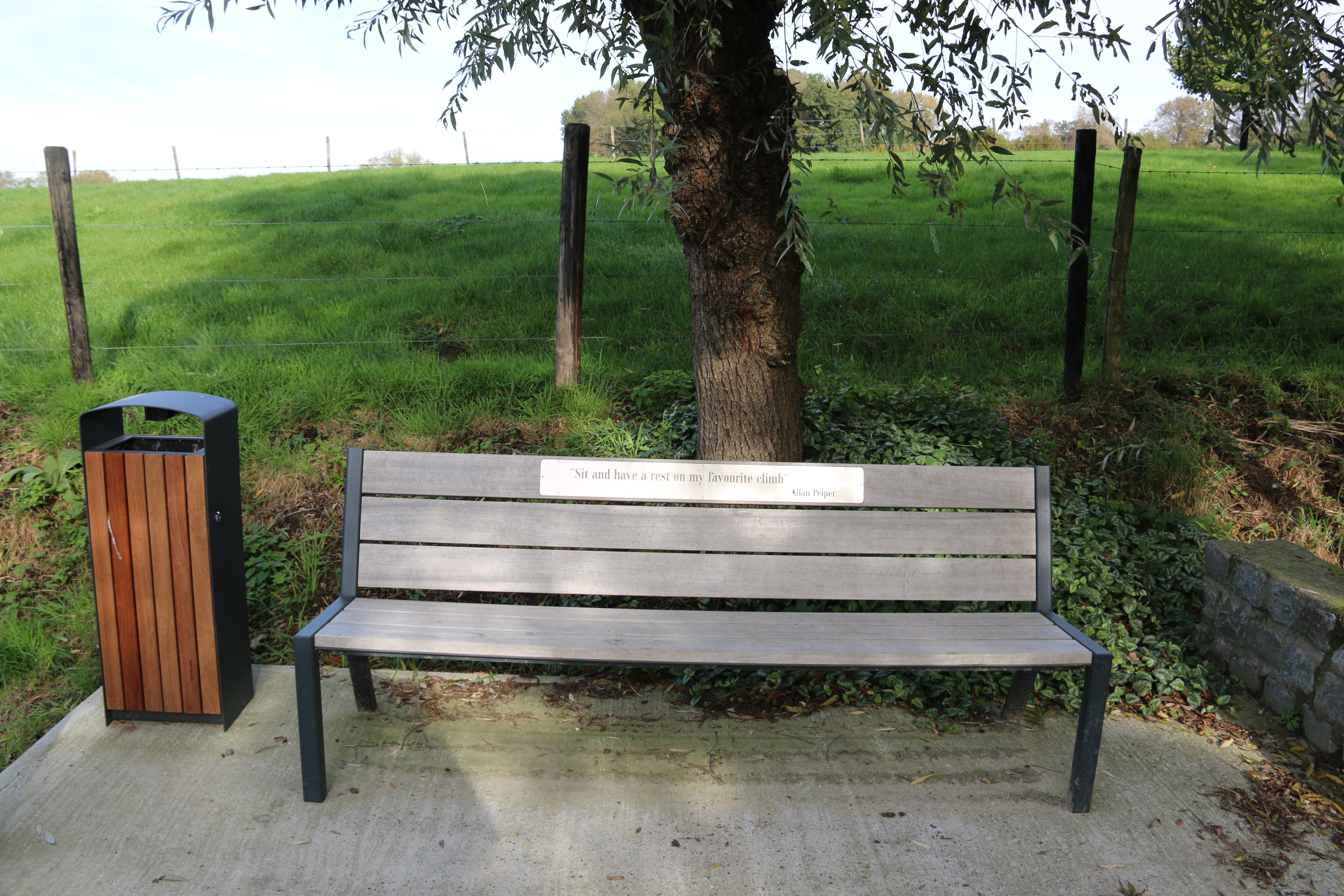
Le banc avec l'inscription d'Allan Peiper.
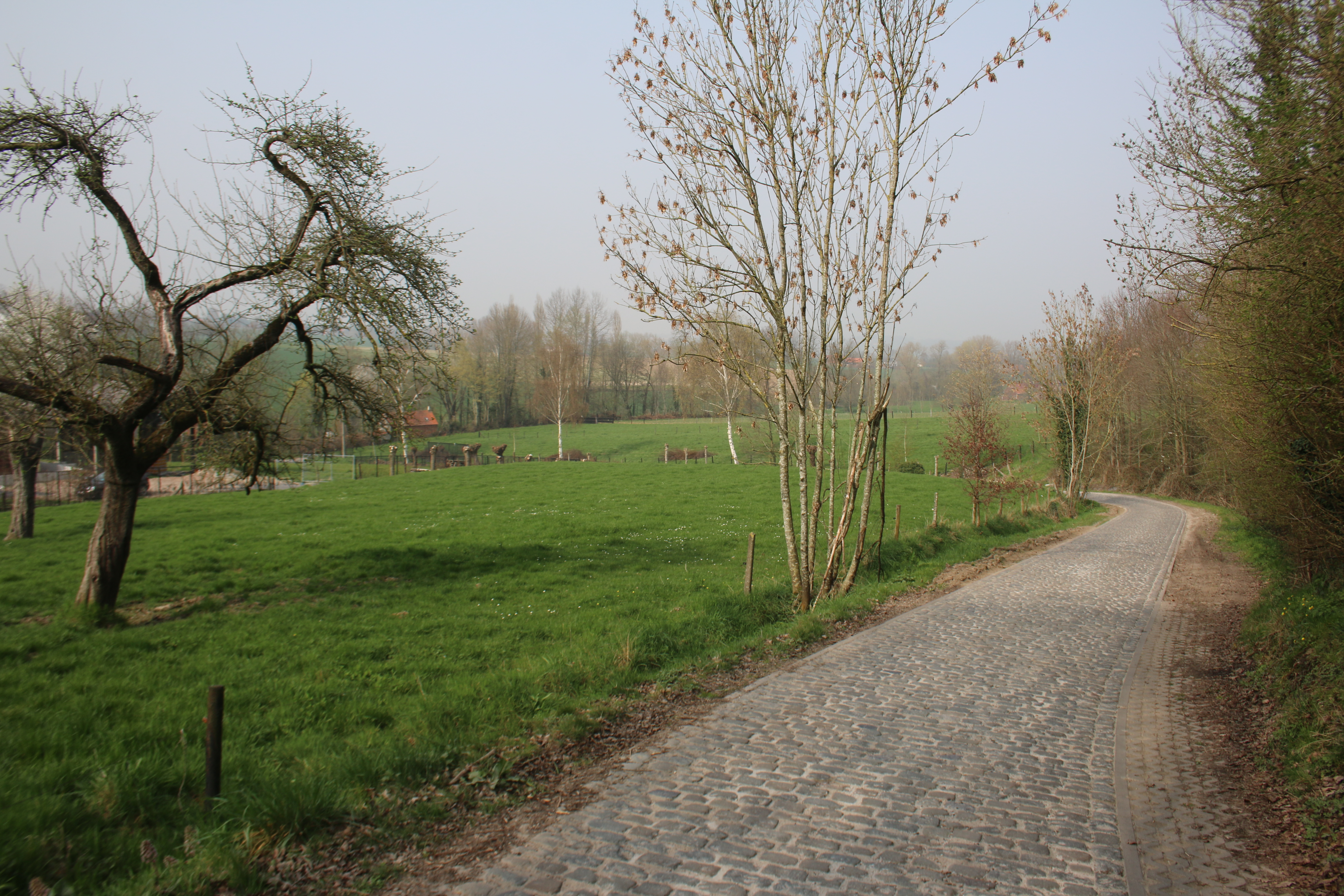
Section pavée de la côte du Berg ten Houte.
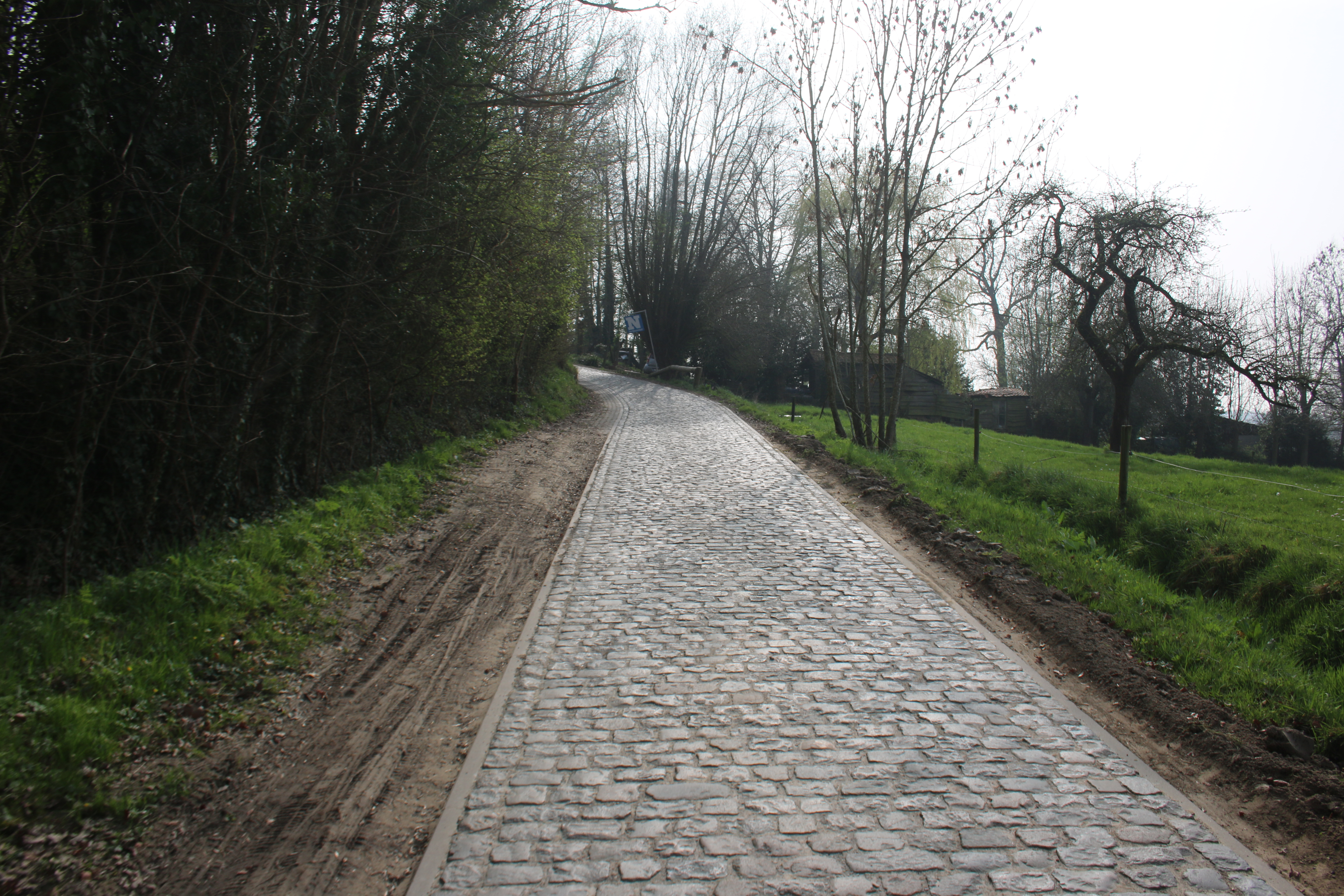
Section pavée de la côte du Berg ten Houte.